# 少根紫萍
少根紫萍（学名：Spirodela oligorrhiza）为浮萍科紫萍属下的一个种。

## 扩展阅读
- 維基物種上的相關：少根紫萍